# Anytime (Zucchero Fornaciari)
Anytime è un singolo del cantante italiano Zucchero Fornaciari, pubblicato nel 1991 dall'album Live at the Kremlin.

## Il brano
Il brano, con testo inglese di Frank Musker, fu scritto dal cantante emiliano per celebrare l'evento del Cremlino di quasi un anno prima. Fornaciari, in occasione della conferenza stampa internazionale di presentazione del disco live, tornò a Mosca, dove venne anche realizzato per la rete di stato sovietica uno speciale televisivo all'interno del quale figurano un'intervista al cantante ed una ripresa registrata mentre questi esegue il brano, da solo alla voce e alla chitarra, sul palcoscenico del Teatro Bol'šoj.

## Tracce
Testi e musiche di Zucchero, eccetto dove diversamente indicato.

### Vinile
Anytime
- COD: PolyGram AS 5000 910

Lato A
1. Anytime – 4:00 (testo: Zucchero, F. Musker)

Lato B
1. Imagine (feat. Randy Crawford) – 4:05 (John Lennon)

### CD Maxi
4 Tracks Taken from "Live at the Kremlin"
- COD: PolyGram 865 201-2

1. Anytime (live) – 4:10 (testo: Zucchero, F. Musker)
2. Diavolo in me (live) – 4:00
3. Imagine (feat. Randy Crawford) (live) – 6:10 (John Lennon)
4. Il mare (impetuoso al tramonto salì sulla luna e dietro una tendina di stelle...) (live) – 3:58

## Video musicali
- Anytime, su YouTube.